# 海盐州
海盐州，元朝时设置的州。
元贞元年（1295年）升海盐县置，即今浙江省海盐县，属嘉兴路。明朝洪武二年（1369年）降为县。